# Prešerna lepotka

Prešerna ali južna lepotka (znanstveno ime Poecilimon ornatus) je vrsta kobilic dolgotipalčnic iz družine pravih cvrčalk, natančneje poddružine srparic (Phaneropterinae), ki je razširjena po zahodnem delu Balkana.

## Telesna zgradba
Ima veliko in čokato telo svetlozelene osnovne barve, prepoznavno po debelem zadku, ki se proti konici oža in oprsju, ki spominja na sedlo. Golenca nog so poraščena z drobnimi trni. Krila so zakrnela, le pri samcih so še vidni njihovi štrclji rjavorumene barve, pri samicah pa jih v celoti prekriva skelet.
Po telesni zgradbi, velikosti in vzorcu obarvanosti je prešerna lepotka precej variabilna, pogosto pa imajo par svetlejših prog vzdolž strani zadka in temna znamenja na posameznih členih. »Vratni« del oprsja je pri samcih običajno svetlejše, rumenkaste barve in obrobljen s temnimi progami. Strani telesa in notranje površine stegenc na nogah so posejane s temnimi pikami. Osebki, ki živijo na večjih nadmorskih višinah, so v povprečju manjši od tistih v nižavjih.

## Sistematika in ekologija
Vrsto je prvi opisal kranjski prirodoslovec Ferdinand Jožef Schmidt po primerkih, nabranih v okolici Kamnika. Območje njene razširjenosti sega od vzhodnih obronkov Alp v severovzhodni Italiji in južni Avstriji prek Slovenije proti jugu vse do Grčije. Zaradi variabilnosti so kasnejši prirodoslovci opisali večje število vrst iz drugih delov območja razširjenosti, vendar uporabljeni znaki niso zanesljivi, zato zdaj velja, da so v skupini P. ornatus štiri ozko sorodne vrste. Po telesnih znakih jih je težko zanesljivo ločiti, še najbolj jasno se ločijo po napevih in zgradbi stridulatornega aparata.